# Overkill (groupe)
Pour les articles homonymes, voir Overkill (homonymie).
Overkill est un groupe de speed metal et de thrash metal (variable suivant les chansons et les albums) américain, originaire du New Jersey. Le groupe connait de nombreux changements de musiciens, ne conservant du line-up originel que le chanteur Bobby « Blitz » Ellsworth et le bassiste D. D. Verni. Avec Anthrax, dont l'ex-guitariste Dani Spitz est l'un des premiers membres du groupe, Overkill fait partie des groupes de thrash metal de la côte Est des États-Unis ayant rencontré le plus de succès, et est souvent considéré comme « le Motörhead du thrash metal ». La mascotte emblématique du groupe se prénomme Chaly, une chauve-souris à tête de mort avec des ailes, des cornes et des yeux verts. Celle-ci est présente sur la majorité des pochettes des albums du groupe sous différents aspects.
Au total, Overkill compte dix-neuf albums studio (y compris un album de reprises), trois EPs et trois albums live. Ils sont l'un des premiers groupes de thrash metal à signer sur un grand label (Atlantic Records, en 1986), mais n'atteignent le succès commercial qu'à l'avènement du genre à la fin des années 1980 avec leurs pairs Anthrax, Exodus, Kreator, Metallica, Megadeth, Slayer et Testament. Les albums du groupe ayant rencontré le plus grand succès sont Under the Influence (1988), The Years of Decay (1989), I Hear Black (1993), The Electric Age (2012), et White Devil Armory (2014) qui ont respectivement atteint les 142e, 155e, 122e, 77e, et 31e places dans le tableau des ventes d'album Billboard 200. En 2006, Overkill compte plus de 625 000 albums vendus aux États-Unis et plus de 16 millions à travers le monde en 2012.

## Biographie

### Débuts (1980–1983)

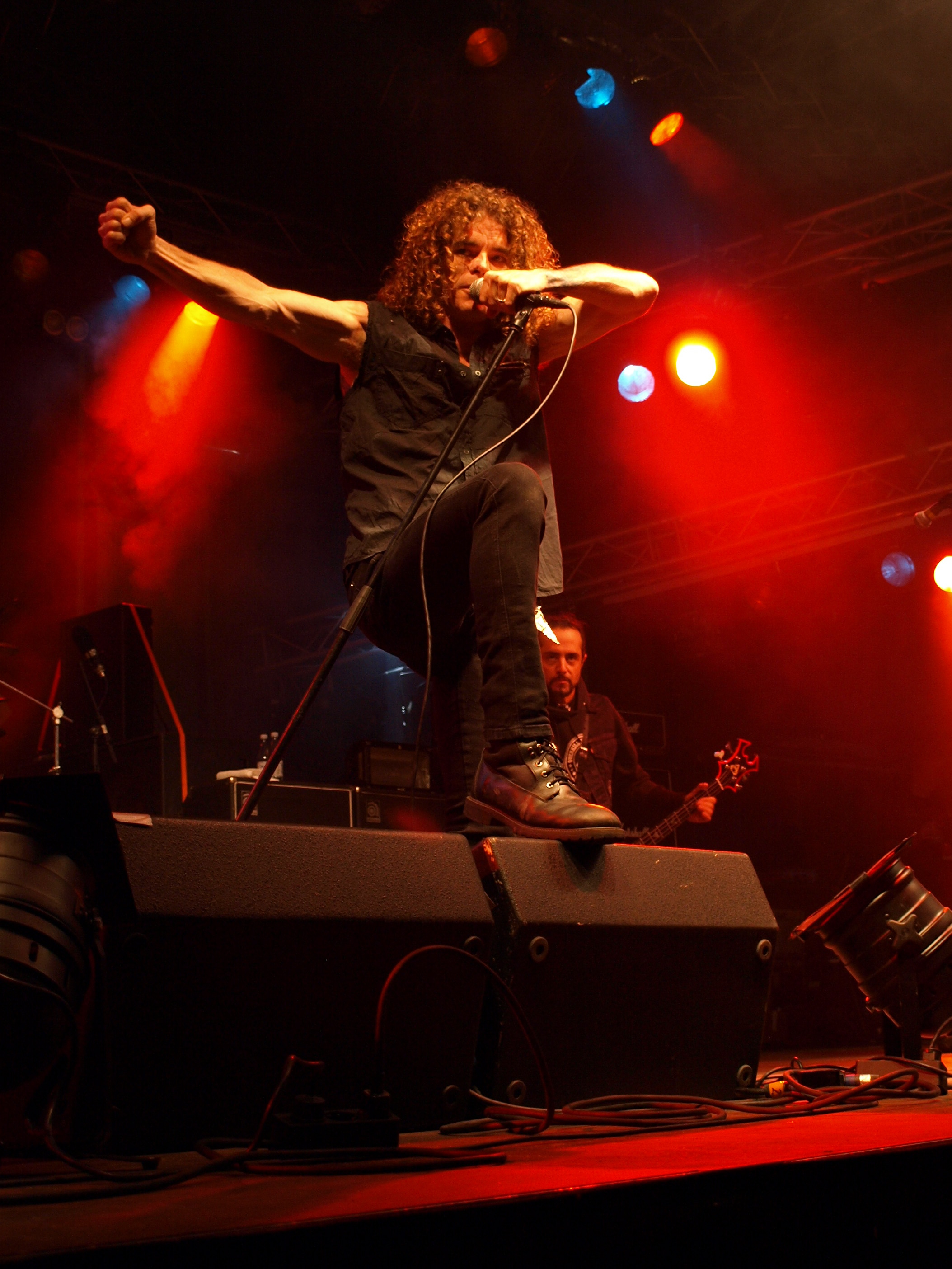
Verni donne à Ellsworth (image) le surnom de Blitz.

Overkill se forme en 1980 sur les cendres du groupe punk The Lubricunts, qui comprend Rat Skates et DD Verni. Verni et Skates passent une annonce pour trouver un guitariste et un chanteur pour laquelle le chanteur Bobby Ellsworth répond. C'est ainsi que la première incarnation de Overkill prend forme.
Après avoir rejeté plusieurs noms, le groupe joue d'abord sous le nom de Virgin Killer avant de choisir finalement Overkill. Overkill capability (ou « capacité de surdestruction » selon le Grand dictionnaire terminologique), souvent abrégé en overkill, réfère à une capacité de destruction nucléaire excédant ce qui est nécessaire pour détruire complètement un ennemi. L'expression daterait de 1945 et était utilisée régulièrement lors de la Guerre froide, faisant référence à la course aux armements entre les États-Unis et l'Union soviétique. Les deux nations possédaient alors un arsenal nucléaire suffisant pour pouvoir se détruire l'une l'autre plusieurs fois. Mais le nom est surtout une référence à l'album de Motörhead, Overkill.
Les premières reprises, en particulier celles de l'époque Virgin Killers, sont des chansons punk de Connor Neeson, The Ramones, Aron mc Garrigle, The Dead Boys, etc. À la fin des années 1980, la liste des morceaux est composée de chansons de Motörhead (Overkill, la moitié des titres de l'album Ace of Spades), Judas Priest ('Tyrant'), et Riot. Tout en incorporant de nouvelles reprises de Heavy Metal, le groupe continue à jouer quelques titres de punk joués avec davantage de puissance, d'intensité et de rapidité. Le groupe connaît une succession de guitaristes après le départ de Robert Pisarek qui est d'abord remplacé par Dan Spitz et Anthony Ammendola, puis par Rich Conte et Mike Sherry, avant de se stabiliser avec Bobby Gustafson à la fin de 1982 au début de 1983. À ce stade, le groupe commence à écrire ses propres chansons, comme Grave Robbers (rebaptisée plus tard Raise the Dead), Overkill, et Unleash the Beast (Within). D'autres chansons suivront, notamment Death Rider (1981) et Rotten to the Core (1982). En 1983, Conte quitte le groupe et Bobby Gustafson reste en tant que guitariste unique. Le groupe devient alors un incontournable des clubs de New York et du New Jersey comme L'Amour. C'est à cette époque que Verni donne à Ellsworth le surnom « Blitz » en référence à son style de vie excessif.

### Premiers pas (1983–1986)
Le groupe, composé de Rat Skates, D.D. Verni, Bobby Gustafson et Bobby Blitz, publie le 12 septembre 1983 la démo The Power In Black, éditée à 1 500 exemplaires. Cet enregistrement marque autant les réseaux underground d'échange de cassettes que les démos de groupes prometteurs de thrash de la Bay Area comme Exodus et Testament. La démo permet au groupe d'apparaître sur deux compilations. Feel the Fire paraît dans New York '84 Metal et Death Rider figure sur le cinquième volet de la fameuse compilation Metal Massacre. Le groupe réussit également à signer en 1984 un petit contrat d'enregistrement avec Azra/Metal Storm Records qui permet au groupe de sortir un EP de quatre titres intitulé Overkill qui s'écoule très rapidement, ce qui propulse instantanément le groupe au premier rang du mouvement thrash metal naissant.
Même si selon certains le groupe n'a jamais vu l'argent de cet EP, il permet néanmoins d'attirer l'attention d'un grand nombre de personnes parmi le public underground et notamment Jon Zazula, le patron de Megaforce Records, l'un des plus éminents labels indépendants de heavy metal à l'époque. Le label Megaforce Records signe avec Overkill un contrat d'enregistrement pour plusieurs albums et le groupe sort son premier album Feel the Fire en 1985. Salué par de nombreuses critiques et de fans comme un chef-d'œuvre du thrash metal, l'album cimente la position du groupe comme l'une des forces motrices du genre de la côte est des États-Unis. Le groupe passe la majeure partie de l'année 1985-1986 à promouvoir Feel the Fire, tout d'abord en tant que première partie de la tournée américaine de promotion de Peace Sells de Megadeth puis plus tard en Europe avec Anthrax et Agent Steel.

### Vers le succès (1987–1990)
1987 est l'année de la sortie du deuxième album d'Overkill, Taking Over, le premier publié par Megaforce en collaboration avec le label Atlantic Records. L'album comporte des compositions et une production de meilleure qualité dans un style plus épique, tel le titre In Union We Stand. Cette chanson est retenue pour être la première vidéo promotionnelle du groupe lors de l'explosion des programmes musicaux à la télévision. Une nouvelle tournée européenne suit, cette fois-ci en première partie du groupe Helloween.
Fin 1987 sort l'EP !!!Fuck You!!! qui inclut un enregistrement studio de la chanson Fuck You des Subhumans en complément de quelques titres live enregistrés plus tôt cette même année à Cleveland. C'est également cette année-là que le batteur Rat Skates quitte le groupe. Il est d'abord remplacé par Mark Achabal pour quelques concerts puis de façon définitive par le batteur européen Bob « Sid » Falck qui jouait auparavant dans le groupe de Paul Di'Anno, Battlezone. Overkill publie la suite de Taking Over en 1988 avec l'album Under the Influence. Une fois de plus produit par Alex Perialas, Under the Influence marque un pas en avant pour le groupe avec des titres plus accrocheurs, tout en gardant leur côté brut, qui annoncent l'orientation du groupe. Le titre Hello From the Gutter est choisi comme single et sa vidéo est régulièrement diffusée dans l'émission Headbanger's Ball sur MTV. Le groupe poursuit les tournées à travers le monde, confortant ainsi sa réputation de groupe de metal des plus actifs en termes de concerts.
The Years of Decay permet à Overkill de percer en 1989 avec le producteur Terry Date (Pantera, White Zombie, Soundgarden). Il mélange le côté brut de Under the Influence avec des chansons aux structures plus complexes et plus épiques créant ainsi une atmosphère plus menaçante dans des formats de chansons plus longs comme le titre éponyme de huit minutes ou Playing With Spiders/Skullkrusher de 10 minutes. Le titre rythmé Elimination est publié comme single et sa vidéo est régulièrement diffusée dans l'émission Headbangers Ball sur MTV. Cette chanson est devenue une favourite parmi les fans est jouée à chaque concert depuis 25 ans. La promotion de The Years of Decay prend notamment la forme d'une tournée intitulée Dawn of the Decade avec Testament.

### Années post-Atlantic (1996–2001)
À la fin de 1995, Cannavino et Gant décident de quitter le groupe. À la surprise générale, Overkill engage Joe Comeau, ancien chanteur de Liege Lord. Comeau engage le guitariste de Anvil Sebastian Marino, avec qui il travaillait par le passé. Le nouveau line-up enregistre The Killing Kind en 1996, auto-produit et mixé par Chris Tsangarides (de Judas Priest). Overkill tourne en Europe deux fois pour la promotion de The Killing Kind d'abord en février 1996 avec Megora et Accu§er, et en novembre la même année avec Anvil et Stahlhammer. En été 1996, Overkill participe au deuxième volet de la compilation Legends Of Metal – A Tribute To Judas Priest du label Century Media.
En été 1997, le groupe publie !!!Fuck You!!! and Then Some, qui contient l'EP !!!Fuck You!!! et le classique Overkill EP. En octobre, ils publient leur album From the Underground and Below. En 1998, Blitz est diagnostiqué d'un cancer nasal et est transporté à l'hôpital pour une opération chirurgicale. Après sa convalescence, le groupe reprend l'enregistrement de leur dixième album. L'auto-produit Necroshine est publié en février 1999. Avant la publication de Necroshine, Sebastian Marino quitte Overkill afin de consacrer du temps à sa famille. Il est remplacé par Dave Linsk du groupe hardcore/thrash metal Anger on Anger. Ils tournent ensuite aux festivals Dynamo et With Full Force.

### Période Spitfire (2002–2006)

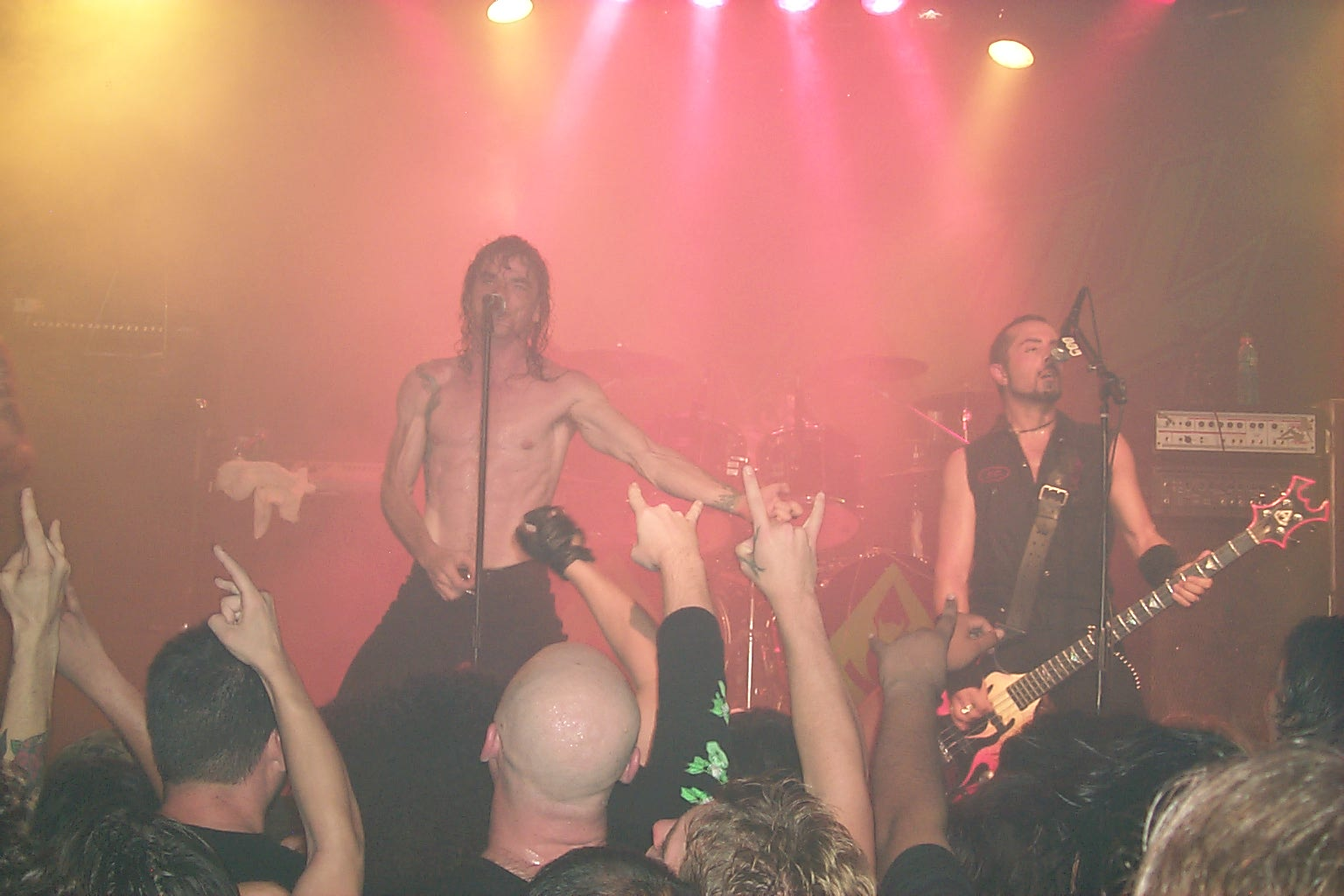
Overkill au Whiskey, Los Angeles, 2005.

Après une pause, Overkill refait surface en 2002 avec Wrecking Everything, leur second album live, enregistré au Paramount Theatre d'Asbury Park, dans le New Jersey. L'album contient des chansons inédites du show.
À la fin de 2004, après une tournée japonaise avec Death Angel et Flotsam and Jetsam, le groupe se lance dans un nouvel album au studio de D.D. Verni. L'album, ReliXIV, est produit et mixé par le groupe et publié en août 2005.

### Période Bodog et Nuclear Blast (depuis 2007)
Maintenant avec le label Bodog, le groupe collabore avec Johnny et Marsha Zazula, anciens propriétaires de Megaforce Records, qui font maintenant partie de l'équipe Bodog aux États-Unis. Le 15e album, Immortalis, sort le 9 octobre 2007. Randy Blythe, le chanteur de Lamb of God, apparaît sur la chanson Skull And Bones.
Le 30 octobre 2009, Overkill signe un contrat avec le label Nuclear Blast Records. L'album à venir du groupe, Ironbound, est publié le 9 février 2010. Le 1er mai 2010, le groupe joue à Time Square à New York, quand quelqu'un à proximité tente en vain de faire exploser une voiture à l'aide de feux d'artifice. Le spectacle n'est pas interrompu, cependant certains détenteurs de billets qui arrivent en retard sont empêchés d'entrer par la police arrivée après l'incident.
En juillet 2011, Overkill lance une démo de six chansons et prévoit la publication d'un nouvel album pour début 2012,. L'album qui en résulte, The Electric Age, est publié le 22 mars 2012. En 2013, Overkill participe à la tournée nord-américaine de The Dark Roots of Thrash, avec Testament, Flotsam and Jetsam et 4Arm. Cependant ils annulent leur apparition du 15 février à Huntington au Paramount Theatre, Bobby « Blitz » ayant attrapé une pneumonie. Le 18 février, Overkill arrête la tournée Dark Roots of Thrash.
Le 31 août 2013, Overkill entre au studio Gear Recording pour l'enregistrement de leur dix-septième album. L'album est initialement annoncé pour le 9 mars 2014, mais reporté en juillet la même année. Après quelques reports de date, White Devil Armory est finalement publié le 22 juillet 2014. L'album est le mieux vendu du groupe ; il atteint la 31e place du Billboard 200.
Overkill publie un coffret intitulé Historikill: 1995–2007, le 16 octobre 2015,,. Pour la promotion du coffret, Overkill entame une tournée nord-américaine avec Symphony X entre septembre et octobre 2015 et au Royaume-Uni en avril 2016. En septembre 2015, Bobby « Blitz » Ellsworth annonce l'enregistrement d'un dix-huitième album studio, et annonce la publication d'extraits des onze chansons en mars 2016. Ellsworth prévoit la publication de l'album pour octobre 2016.
En avril 2016, le groupe participe au 14e volet de la compilation Metal Massacre.
The Grinding Wheel sort le 10 février 2017.
Leur 19e album, The Wings of War, sort le 22 février 2019. Il est enregistré au Gear Recording Studio, dans le New Jersey, et masterisé par Chris "Zeuss" Harris. L'artiste Travis Smith (en) est responsable de la pochette.

## Membres

### Membres actuels
- Bobby « Blitz » Ellsworth – chant (depuis 1980)
- Dave Linsk – guitare (depuis 1999)
- Derek Tailer – guitare (depuis 2003)
- Carlos D.D. Verni – basse (depuis 1980)
- Jason "Sticks" Bittner – batterie (depuis 2017)

### Anciens membres
- Dan Spitz – guitare (1981)
- Anthony Ammendola – guitare (1981)
- Rich Conte – guitare (1981–1982)
- Mike Sherry – guitare (1981–1982)
- Bobby Gustafson – guitare (1982–1990)
- Rob Cannavino – guitare (1990–1995)
- Merritt Grant – guitare (1990–1995)
- Joe Comeau – guitare (1995–1999)
- Sebastian Marino – guitare 1995–1999)
- Lee Kundrat dit Rat Skates – batterie (1980–1987)
- Sid Falck – batterie (1987–1992)
- Tim Mallare – batterie (1992–2005)
- Ron Lipnicki - batterie (2005-2017)

## Discographie

### Albums studio
- 1985 - Feel the Fire
- 1987 - Taking Over
- 1988 - Under the Influence
- 1989 - The Years of Decay
- 1991 - Horrorscope
- 1993 - I Hear Black
- 1994 - W.F.O.
- 1996 - The Killing Kind
- 1997 - From the Underground and Below
- 1999 - Necroshine
- 2000 - Bloodletting
- 2003 - Killbox 13
- 2005 - ReliXIV
- 2007 - Immortalis
- 2010 - Ironbound
- 2012 - The Electric Age
- 2014 - White Devil Armory
- 2017 - The Grinding Wheel
- 2019 - The Wings of War
- 2023 - Scorched

### Compilations et Albums en public
- 1995 - Wrecking Your Neck: Live 10 Years - 1985-1995 (Concert enregistré à l'Agora Theatre, à Cleveland dans l'Ohio, le 28 janvier 1995 essentiellement)
- 1999 - Coverkill (Album de reprises)
- 2002 - Wrecking Everything (Concert enregistré à l'Asbury Park, dans le New Jersey, le 23 mars 2002)
- 2002 - Hello From The Gutter: The Best of Overkill
- 2018 - Live In Overhausen (Concert enregistré au Turbinenhalle 2 à Oberhausen, le 16 avril 2016)

## Vidéographie
- 1991 - Videoscope
- 2002 - Live Wrecking Everything: An Evening In Asbury Park (Concert enregistré au Paramount Theater à New Jersey en mars 2002)
- 2018 - Live In Overhausen (Concert enregistré au Turbinenhalle 2 à Oberhausen, le 16 avril 2016)